# Al-Karadji
Abū Bakr ibn Muḥammad ibn al Ḥusayn al-Karadjī (sau al-Karkhī) (c. 953 în Karaj sau Karkh – c. 1029) a fost un matematician și inginer islamic persan, reprezentant al școlii din Bagdad, oraș în care a activat.

## Contribuții
A preluat multe elemente de teoria numerelor din Aritmetica lui Diofant.
Ca și Al-Qalasadi, a reprezentat fracțiile ordinare prin sume și produse de fracții cu numărător unitatea.
Alte teme abordate: regula falsei poziții, descompunerea fracțiilor ordinare, aducerea fracțiilor la numitor comun, analiza fracțiilor trinome.
S-a ocupat cu numerele iraționale de forma:
{\displaystyle {\sqrt {8}}+{\sqrt {1}}8,\;\;{\sqrt[{3}]{54}}-{\sqrt[{3}]{2}}={\sqrt[{3}]{16}},\;\;{\sqrt[{3}]{54}}+{\sqrt[{3}]{2}}={\sqrt[{3}]{128}},}
a căror abordare este bazată pe teoria proporțiilor lui Euclid și pe cercetările lui Diofant.
S-a ocupat de rezolvarea ecuațiilor de gradul al III-lea și al IV-lea și de rezolvarea în numere întregi a sistemelor de ecuații liniare nedeterminate.
Cunoștea extragerea rădăcinii pătrate și cubice din polinoame algebrice.

## Scrieri
- 1000: Cartea suficientă despre știința aritmeticii, care conține 70 de capitole
- 1010: Al-Fahri, tratat de algebră.